# Jung Young-joo
Jung Young-joo (en hangul, 정영주; nacida en Seúl el 23 de mayo de 1971) es una actriz musical, de cine y televisión surcoreana.

## Vida personal
Jung se casó en el año 2000 con un hombre ajeno al mundo del espectáculo. Tuvieron un hijo en 2002, llamado Noh Tae-yu. En 2013 la pareja se divorció y el niño quedó a cargo de la madre. Pese a todo, en 2024 Jung declaró que seguía en contacto con su antigua suegra, que la ayudó en la crianza tras el divorcio.
En su juventud tuvo que compaginar el trabajo de actriz, insuficiente para mantenerse, con otros muchos empleos: como empleada en gasolineras, en mercados tradicionales, instructora de aeróbic, narradora, etc.

## Carrera
Jung estudió primero en el departamento de artes literarias, con la promoción de 1990, pero abandonó los estudios durante unos cuatro años. Después de empezar a trabajar como actriz, en 1998 ingresó nuevamente en el departamento de dramaturgia del Instituto de las Artes de Seúl.
La carrera de Jung Young-joo comenzó en 1993, en la estación de metro de Myeong-dong de Seúl. Allí vio a un hombre que pegaba carteles en los que se hacía publicidad de una escuela de actuación gestionada por la productora Acom. Aunque en aquel momento Jung estaba estudiando diseño de moda y no tenía interés por la actuación, en los días siguientes seguía viendo los carteles y fue naciendo en ella la idea de probar, pese a su casi nula experiencia como actriz, cantante o bailarina. En la audición le tocó en suerte una canción que casualmente había memorizado muy bien, y pasó así la selección. Entró en la escuela, donde siguió un programa de formación muy amplio y estricto. A los ocho meses tuvo la oportunidad de ir a una audición para el musical I Will Be a Star, con el que debutó en 1994.
Dotada de una gran potencia vocal, desde entonces ha desarrollado una larga carrera como actriz, en primer lugar, musical, aunque ya en los años diez del siglo xxi entró también en el cine y la televisión. Ha sido prácticamente siempre una actriz de reparto, y no obstante eso destaca por su carisma y está considerada como una de las mejores actrices secundarias del teatro musical coreano: prueba de ello son los tres premios a la mejor actriz de reparto obtenidos en su carrera. Suele interpretar personajes de mujeres de fuerte carácter y que se imponen sobre los demás; a veces incluso el suyo es el papel del villano, como, por ejemplo, en The Golden Garden (MBC, 2019). Es conocida, por otra parte, como una trabajadora incansable; según ella misma, solo ha descansado dos veces en toda su carrera: en 2002 cinco meses por su maternidad, y en 2008 otros cuatro meses, cuando sufrió una rotura de cuerdas vocales.
En 2025 obtuvo uno de sus pocos papeles como protagonista en televisión, en la comedia de acción de ENA Salon de Holmes, donde es una de las cuatro mujeres que se ocupan de resolver casos enigmáticos y problemas de orden público en una urbanización; cada una de ellas destaca por una habilidad especial, y a cargo del personaje de Jung, exdetective de policía, corrieron precisamente las escenas de lucha y acción, para las que tuvo que recibir varios meses de entrenamiento en artes marciales.

### Musicales:Bernarda Alba
Entre los muchos musicales en los que ha participado, debe destacarse Bernarda Alba (Michael John LaChiusa, 2006), basado en La casa de Bernarda Alba de Federico García Lorca. En Corea se estrenó en 2018 y volvió a los escenarios en 2021, y en él Jung interpreta precisamente a Bernarda. Ya antes de su primer estreno había despertado mucha expectación, aunque no era una obra muy conocida en Corea. Pero su carácter exclusivamente femenino era inusual y provocó que se agotaran las entradas, prueba de que fue un acontecimiento que mostró el interés del público por una nueva narrativa en femenino. Esa primera Bernarda Alba ganó cuatro premios en diversas categorías en los Premios Musical Corea del año siguiente; Jung recibió el premio a la mejor actriz, y pronunció un discurso de aceptación que atrajo gran atención tanto dentro como fuera del mundo del espectáculo. En él dedicó el premio a todas las actrices de Corea, reivindicando que se las viera como artistas por derecho propio y no quedaran confinadas por su pertenencia al género femenino. Fue también muy comentada su frase «no fue difícil reunir a diez actrices, no fue fácil hacer una obra con diez actrices», que resumía las dificultades que encontraba la temática femenina en los escenarios. Prueba de ello es el hecho de que, como afirmaba la propia Jung en 2021, la proporción de obras que presentan principalmente a mujeres y cuentan historias de mujeres era por entonces solo de 1 a 9.
La reposición de 2021 fue más compleja, pese a registrar el todo vendido antes del estreno: no se encontraba una compañía productora dispuesta a llevarla a escena (el hecho de contar con un reparto solo femenino era ciertamente un inconveniente), por lo que fue la propia Jung quien se encargó de pedir la licencia para Corea y se hizo cargo de la producción. Ya en 2018 había intervenido de la selección del reparto. Bernarda Alba contaría con una nueva reposición en el verano de 2023, con Jung no solo con el personaje principal sino también como directora artística.

### Labor sindical
Jung es conocida por hablar con franqueza y actuar de manera resuelta. En una ocasión se negó a improvisar un tema de un musical cuando se lo pidieron en una presentación de producción ante la prensa. Para Jung, los actores musicales tienen que cantar en un escenario preparado, mientras que aquello no lo era. Tampoco cree que un actor deba mostrar sus habilidades en un lugar donde no es justamente retribuido por ello. Su prestigio y experiencia le permiten tomar estas posiciones, que los actores más jóvenes le agradecen. También ha criticado repetidamente el doble baremo con que se juzga en su país a actores y actrices, y el hecho de que esta profesión, declinada al femenino, deba luchar con muchos prejuicios.
En junio de 2024 era vicepresidenta de la Asociación Musical de Corea, desde donde trabaja para mejorar las condiciones de trabajo de los actores musicales: en la industria musical, con la excepción de los actores famosos, muchos actores reciben un salario inferior al salario mínimo y, a menudo, no reciben ninguna remuneración. Por ello promueve también la creación de una Asociación de Actores Musicales.

## Filmografía

### Cine
| Año  | Título                        | Hangul                  | Papel              | Notas                                            | Ref.          |
| ---- | ----------------------------- | ----------------------- | ------------------ | ------------------------------------------------ | ------------- |
| 2018 | Happy Together                | 해피 투게더             | Ajumma fan 1       |                                                  |               |
| 2019 | Como el primer trago          | 첫잔처럼                | Madre              |                                                  | [ 16 ]        |
| 2021 | Bongo loco de Big Mom         | 큰엄마의 미친봉고       | Lee Young-hee      |                                                  | [ 17 ] [ 18 ] |
| 2021 | Double Patty                  | 더블패티                | Moon Hee-jung      |                                                  | [ 19 ]        |
| 2021 | Bernarda Alba                 | 베르나르다 알바         | Bernarda           | Grabación del musical homónimo exhibida en cines | [ 10 ]        |
| 2022 | Gwimot                        | 귀못                    | Kim Sam-o          |                                                  | [ 20 ]        |
| 2022 | Café nocturno: miel perdida   | 심야카페: 미씽 허니     |                    |                                                  | [ 21 ]        |
| 2023 | Asura                         | 아수라장: 범털들의 전쟁 | Hwang Seok-mi      |                                                  | [ 22 ]        |
| 2023 | Road to Boston                | 1947 보스톤             | Madre de Ok-rim    | Aparición especial                               | [ 6 ]         |
| 2023 | Ella es hermosa               | 화사한 그녀             | Mi-ja              |                                                  |               |
| 2023 | La Sirenita                   | 인어공주                | Úrsula (voz)       | Doblaje coreano                                  |               |
| 2023 | CInco habitaciones            | 다섯개의 방             | Subdirectora       |                                                  | [ 23 ]        |
| 2024 | Cazadores en tierra inhóspita | 황야                    | Bok-in             |                                                  | [ 24 ] [ 25 ] |
| 2024 | Historia desconocida          | 모르는 이야기           | Dentista Gi-myeong |                                                  | [ 26 ]        |
| 2024 | Moana 2                       | 모아나 2                | Tala (voz)         | Doblaje coreano                                  |               |

### Series de televisión
| Año     | Título                                  | Papel                               | Canal     | Notas                                | Ref.          |
| ------- | --------------------------------------- | ----------------------------------- | --------- | ------------------------------------ | ------------- |
| 2015    | Signal                                  | Propietaria de restaurante          | tvN       |                                      | [ 27 ]        |
| 2016    | Second to Last Love                     | Escritora Hwang                     | SBS       |                                      |               |
| 2016    | Cinderella with Four Knights            | Mujer de Beolgyo                    | tvN       |                                      | [ 28 ]        |
| 2017    | Radiant Office                          | Choi Sun-nyeo                       | MBC       |                                      | [ 29 ]        |
| 2017    | Band of Sisters                         | Cartomante de tarot                 | SBS       | Aparición especial, ep. 12           | [ 29 ]        |
| 2017    | Avengers Social Club                    | Joo Gil-yeon                        | tvN       |                                      | [ 27 ]        |
| 2017-18 | Jugglers                                | Esposa de Bong Jang-woo             | KBS2      |                                      | [ 30 ]        |
| 2018    | That Man Oh Soo                         | Hye-sook                            | OCN       |                                      | [ 31 ]        |
| 2018    | Mi señor                                | Jo Ae-ryeon                         | tvN       |                                      | [ 6 ]         |
| 2018    | The Undateables                         | Oh Du-ri                            | SBS       |                                      | [ 32 ]        |
| 2018    | Let Me Introduce Her                    | Sra. Hwang                          | SBS       |                                      | [ 33 ]        |
| 2018    | My Secret Terrius                       | Exasistente en la Asamblea Nacional | MBC       | Aparición especial                   | [ 34 ]        |
| 2018    | Witch's Love                            | Sra. Song                           | MBN       |                                      |               |
| 2018    | Tale of Fairy                           | Wangcho Fairy                       | tvN       |                                      | [ 27 ]        |
| 2019    | The Fiery Priest                        | Jeong Dong-ja                       | SBS       |                                      | [ 27 ]        |
| 2019    | He Is Psychometric                      | Lee Hwa-kyung                       | tvN       | Aparición especial, ep. 1 y 5        |               |
| 2019    | The Golden Garden                       | Shin Nam-sook                       | MBC       |                                      | [ 6 ] [ 35 ]  |
| 2019    | Moment of eighteen                      | Park Geum-ja                        | JTBC      |                                      | [ 36 ] [ 37 ] |
| 2019    | Pegasus Market                          | Clienta grosera en Pegasus Market   | tvN       | Aparición especial, ep. 4            |               |
| 2020    | Kkondae Intern                          | Eun Hye-su                          | MBC       | Aparición especial                   | [ 38 ]        |
| 2021    | Vincenzo                                | Abogada que pierde un pleito        | tvN       | Aparición especial, ep. 5            | [ 39 ]        |
| 2021    | Move to Heaven                          | Oh Mi-ran                           | Netflix   | Serie web                            | [ 40 ]        |
| 2021    | Penthouse                               | Wang Unni                           | SBS       | Aparición especial, 3.ª temp., ep. 1 | [ 41 ]        |
| 2021    | High Class                              | Maggie Chen                         | tvN       |                                      | [ 42 ]        |
| 2021    | When Flowers Bloom, I Think of the Moon | Dae-mo                              | KBS2      |                                      | [ 43 ]        |
| 2022    | Rookie Cops                             | Lee Hee-sook                        | Disney+   | Serie web                            | [ 44 ]        |
| 2022    | Propuesta laboral                       | Han Mi-mo                           | SBS       |                                      | [ 45 ]        |
| 2022    | Showtime Begins!                        | Yoon Min-sook                       | MBC       |                                      |               |
| 2022    | Mi diario de liberación                 | Mujer en un restaurante             | JTBC      | Aparición especial, ep. 15           | [ 46 ]        |
| 2022    | Devil in the Lake                       | Sra. Kim                            | KBS2      | Drama Special, un ep.                |               |
| 2022    | Connect                                 | Gye Young-ran                       | Disney+   |                                      |               |
| 2023    | Kokdu: Season of Deity                  | Hija de un paciente fallecido       | MBC       | Aparición especial                   | [ 47 ]        |
| 2023    | Han River                               | Sra. Choi                           | Disney+   |                                      |               |
| 2023    | Un buen día para ser un perro           | Shin Mi-seon                        | MBC       |                                      | [ 48 ]        |
| 2024    | Lovely Runner                           | Park Bok-soon                       | tvN       |                                      | [ 49 ] [ 50 ] |
| 2024    | Ella de día, otra de noche              | Im Chung                            | JTBC      |                                      | [ 51 ] [ 52 ] |
| 2024    | Good Partner                            | Go Yoo-soon                         | SBS       | Aparición especial, ep. 5            |               |
| 2024    | Tarot: Siete Historias                  | Cheon Myeong-ju                     | U+ Mobile | Serie web                            |               |
| 2024    | Un negocio virtuoso                     | Heo Yeong-ja                        | JTBC      |                                      | [ 53 ] [ 54 ] |
| 2025    | Si las estrellas hablaran               | Jeong Na-mi                         | tvN       |                                      | [ 55 ] [ 56 ] |
| 2025    | Salon de Holmes                         | Choo Kyeong-ja                      | ENA       |                                      | [ 57 ] [ 58 ] |

## Escenarios

### Teatro
| Año     | Título                     | Hangul            | Papel              | Notas                                                               | Ref.   |
| ------- | -------------------------- | ----------------- | ------------------ | ------------------------------------------------------------------- | ------ |
| 2011    | Los monólogos de la vagina | 버자이너 모놀로그 |                    |                                                                     | [ 4 ]  |
| 2015-16 | Elephant Song              | 엘리펀트송        | Enfermera Petersen | Teatro Suhyeon, del 13 de noviembre de 2015 al 31 de enero de 2016  | [ 59 ] |
| 2021    | Run, Father                | 달려라, 아비      | Madre              | Varios teatros, octubre y noviembre de 2021                         | [ 60 ] |
| 2025    | Secret of Flowers          | 꽃의 비밀         | Sophia             | Link Arts Center Bucks Hall, del 8 de febrero al 11 de mayo de 2025 | [ 61 ] |

### Musicales
| Año     | Título                    | Hangul               | Papel                      | Notas                                                                                                 |
| ------- | ------------------------- | -------------------- | -------------------------- | --- |
| 1994    | Quiero ser una estrella   | 나는 스타가 될거야   | Extra                      | |
| 1996    | Reina Myeongseong         | 명성황후             | Park Sang-gong             | |
| 1996    | Viaje de invierno         |                      | Extra                      | |
| 1997    | Nonsense                  | 넌센스               | Hermana superiora          | |
| 1998    | Reina Myeongseong         | 명성황후             | Park Sang-gong             | |
| 1999    | Rockabye Hamlet           | 락 햄릿              | Ofelia                     | |
| 2000    | Drácula                   | 드라큘라             | Seo Seo-jeong              | |
| 2001    | Fama                      | 페임                 | Mabel Washington           | |
| 2002    | Todo el mundo dice te amo | 더 플레이            | Tía                        | |
| 2003    | Grease                    | 그리스               | Betty Rizzo                | |
| 2003    | El Rey y yo               | 왕과 나              | Sra. Tiang                 | |
| 2004-05 | La bella y la bestia      | 미녀와 야수          | Wardrop                    | LG Arts Center (08/08/2004 ~ 23/01/2005)                                                              |
| 2005    | Batboy                    | 뱃보이               | Meredith                   | Daehakro Cultural Space Feeling Hall 1 (11/08/2005 ~ 06/11/2005)                                      |
| 2006    | Mamma mia                 | 맘마미아             | Rosie                      | Teatro de la Ópera del Centro de Artes de Seúl (15/06/2006 ~ 10/09/2006)                              |
| 2006    | Menopausia                | 메노포즈             | Ama de casa                | Doosan Art Center Yeongang Hall (2006/09/08 ~ 2006/11/12)                                             |
| 2007    | Dancing Show              | 댄싱 섀도우          |                            | Teatro de la Ópera del Centro de Artes de Seúl (2007/07/08 ~ 2007/08/26)                              |
| 2007-08 | Espectáculo de burros     | 동키쇼               | Helen                      | Daehakro Extreme Theatre Hall 2 (25/04/2007 ~ 06/01/2008)                                             |
| 2007-08 | Mamma mia                 | 맘마미아             | Rosie                      | Teatro Charlotte (11/12/2007 ~ 14/05/2008)                                                            |
| 2008    | Lunatic                   | 루나틱               | La buena doctora           | Centro Sejong para las Artes Escénicas Teatro M (08/07/2008-29/08/2008)                               |
| 2008    | Xanadu                    | 제너두               | Melpomene                  | Centro de Arte Doosan Sala Yonkang (09/09/2008 ~ 23/11/2008)                                          |
| 2008    | Xanadu                    | 제너두               | Melpomene                  | Teatro Goyang Eullimnuri Eullim (18/12/2008 ~ 20/12/2008)                                             |
| 2008    | Xanadu                    | 제너두               | Melpomene                  | Gran Teatro del Centro Cultural de Busan (27/12/2008 ~ 28/12/2008)                                    |
| 2008-09 | Super Lunatic             | 슈퍼루나틱 - 신도림  | La buena doctora           | Sindorim Prime Art Hall (31/10/2008 ~ 04/01/2009)                                                     |
| 2008-09 | Mamma mia                 | 맘마미아             | Rosie                      | Centro de Arte Daegu Keimyung (20/11/2008 ~ 04/01/2009)                                               |
| 2008-09 | Lunatic                   | 루나틱               | La buena doctora           | Lunatic Hall (05/12/2008 ~ 21/06/2009)                                                                |
| 2009    | Mamma mia                 | 맘마미아             | Rosie                      | Teatro Nacional Teatro Haeoreum (20/06/2009 ~ 23/07/2009)                                             |
| 2009-10 | El fantasma de la ópera   | 오페라의 유령        | Madame Jiri                | Charlotte Theatre (23/09/2009 ~ 08/08/2010)                                                           |
| 2010-11 | Billy Elliot              | 빌리 엘리어트        | Profesora Quinson          | LG Art Center (13/08/2010 ~ 27/02/2011)                                                               |
| 2011    | Mozart                    | 뮤지컬 모차르트      | Cecilia Weber              | Ópera del Centro de Artes de Seongnam (24/05/2011 ~ 03/07/2011)                                       |
| 2011    | Toxic Hero                | 톡식히어로           | Madre de Melvin            | Art One Theatre Hall 1 (30/07/2011 ~ 16/10/2011)                                                      |
| 2011    | Nonsense                  | 넌센스               | Hermana Harbert            | Samsung Hall de la Universidad de Mujeres Ewha (18/10/2011 ~ 18/12/2011)                              |
| 2011    | Nonsense                  | 넌센스               | Hermana Harbert            | Gran Teatro del Centro de Cultura y Artes de Gwangju (24/12/2011 ~ 25/12/2011)                        |
| 2011    | Nonsense                  | 넌센스               | Hermana Harbert            | Centro Cultural Sori de Corea Moakdang (30/12/2011 ~ 31/12/2011)                                      |
| 2012    | Nonsense                  | 넌센스               | Hermana Harbert            | Centro de mujeres de la ciudad de Yongin, Keuneoul Madang (14/01/2012 ~ 15/01/2012)                   |
| 2012    | Nonsense                  | 넌센스               | Hermana Harbert            | Centro de Cultura y Artes de Suncheon (2012/02/11 ~ 2012/02/12)                                       |
| 2012    | Nonsense                  | 넌센스               | Hermana Harbert            | Jeju Art Center (24/02/2012 ~ 26/02/2012)                                                             |
| 2012    | Seopyeonje                | 서편제               | Mo Dong-ho                 | Centro de Artes Universal (2012/03/02 ~ 2012/04/22)                                                   |
| 2012    | Hairspray                 | 헤어스프레이         |                            | Gran Teatro Chungmu Art Hall (13/06/2012 ~ 05/08/2012)                                                |
| 2012    | Ssanghwabyeolgok          | 쌍화별곡             | Princesa Yo-seok           | Centro de Artes Universal (11/09/2012 ~ 30/09/2012)                                                   |
| 2012    | Ssanghwabyeolgok          | 쌍화별곡             | Princesa Yo-seok           | MBC Lotte Art Hall (06/10/2012 ~ 07/10/2012)                                                          |
| 2012    | Ssanghwabyeolgok          | 쌍화별곡             | Princesa Yo-seok           | Gran Salón del Centro de Arte Cheonma (20/10/2012 ~ 21/10/2012)                                       |
| 2012-13 | Legalmente rubia          | 리걸리 블론드        | Paulette                   | COEX Artium Hyundai Art Hall (17/11/2012 ~ 17/03/2013)                                                |
| 2013    | Medical Lunatic           | 메디컬 루나틱        | La buena doctora           | Howon Art Hall (24/09/2013 ~ 31/12/2013)                                                              |
| 2013-14 | Ghost                     | 고스트               | Madame Brown               | D Cube Art Center (24/11/2013 ~ 29/06/2014)                                                           |
| 2014    | Frankestein               | 연극 프랑켄슈타인    | De Lacy/Madame Frankestein | Centro de Artes de Seúl CJ Towol Theatre (10/10/2014 ~ 09/11/2014)                                    |
| 2014    | Frankestein               | 연극 프랑켄슈타인    | De Lacy/Madame Frankestein | Teatro Dalmaji del Centro de Artes Ansan (15/11/2014 ~ 16/11/2014)                                    |
| 2015    | Lo que el viento se llevó | 바람과 함께 사라지다 | Madre                      | Teatro de la Ópera del Centro de Artes de Seúl (08/01/2015 ~ 15/02/2015)                              |
| 2015    | Lo que el viento se llevó | 바람과 함께 사라지다 | Madre                      | Gran Teatro del Centro Ciudadano de Busan (17/03/2015 ~ 22/03/2015)                                   |
| 2015    | Lo que el viento se llevó | 바람과 함께 사라지다 | Madre                      | Gran Sala de Espectáculos del Centro de Cultura y Artes de Incheon (03/04/2015 ~ 05/04/2015)          |
| 2015    | Lo que el viento se llevó | 바람과 함께 사라지다 | Madre                      | Gran Sala de Espectáculos del Centro de Cultura y Artes de Gyeongsangnam-do (11/04/2015 ~ 12/04/2015) |
| 2015    | Lo que el viento se llevó | 바람과 함께 사라지다 | Madre                      | Centro de Arte Daegu Keimyung (17/04/20105 ~ 18/04/2015)                                              |
| 2015    | Reina Myeongseong         | 명성황후             | Park Sang-gong             | Teatro de la Ópera del Centro de Artes de Seúl (28/07/2015 ~ 10/09/2015)                              |
| 2015-16 | Next to Normal            | 넥스트 투 노멀       | Diana                      | Doosan Art Center Yonkang Hall (16/12/2015 ~ 13/03/2016)                                              |
| 2016    | Reina Myeongseong         | 명성황후             | Park Sang-gong             | Teatro Goyang Aram Nuri Aram (11/03/2016 ~ 13/03/2016)                                                |
| 2016    | Mozart                    | 뮤지컬 모차르트      | Cecilia Weber              | Gran Teatro del Centro Sejong para las Artes Escénicas (10/06/2016 ~ 07/08/2016)                      |
| 2016    | Mozart                    | 뮤지컬 모차르트      | Cecilia Weber              | Centro de Arte Daegu Keimyung (20/08/2016 ~ 21/08/2016)                                               |
| 2016    | Mozart                    | 뮤지컬 모차르트      | Cecilia Weber              | Gran Teatro del Centro de Cultura y Artes de Gwangju (27/08/2016 ~ 28/08/2016)                        |
| 2016    | Mozart                    | 뮤지컬 모차르트      | Cecilia Weber              | Centro Cultural Gimhae Maru Hall (03/09/2016 ~ 04/09/2016)                                            |
| 2016-17 | Phantom                   | 팬텀                 | Carlotta                   | Blue Square Interpark Hall (26/11/2016 ~ 26/02/2017)                                                  |
| 2017    | Phantom                   | 팬텀                 | Carlotta                   | Salón de Arte del Centro de Artes de Daejeon (04/03/2017 ~ 05/03/2017)                                |
| 2017    | Phantom                   | 팬텀                 | Carlotta                   | Gran Teatro del Centro de Cultura y Artes de Gwangju (03/11/2017 ~ 12/03/2017)                        |
| 2017    | Phantom                   | 팬텀                 | Carlotta                   | Gran Teatro del Centro Cultural de Busan (18/08/2017 ~ 19/03/2017)                                    |
| 2017    | Phantom                   | 팬텀                 | Carlotta                   | Daegu Keimyung Art Center (25/03/2017 ~ 02/04/2017)                                                   |
| 2017    | Phantom                   | 팬텀                 | Carlotta                   | Ópera del Centro de Artes de Seongnam (08/04/2017 ~ 09/04/2017)                                       |
| 2017    | Rebecca                   | 레베카               | Sra. Van Hopper            | Blue Square Interpark Hall (10/08/2017 ~ 18/11/2017)                                                  |
| 2017    | Rebecca                   | 레베카               | Sra. Van Hopper            | Daegu Keimyung Art Center (24/11/2017 ~ 26/11/2017)                                                   |
| 2017    | Rebecca                   | 레베카               | Sra. Van Hopper            | Gran Teatro del Centro de Cultura y Artes de Gwangju (01/12/2017 ~ 02/12/2017)                        |
| 2017    | Rebecca                   | 레베카               | Sra. Van Hopper            | Gran Sala de Espectáculos del Centro de Cultura y Artes de Ulsan (08/12/2017 ~ 10/12/2017)            |
| 2017    | Rebecca                   | 레베카               | Sra. Van Hopper            | Gran Teatro del Centro Cultural de Busan (16/12/2017 ~ 17/12/2017)                                    |
| 2017    | Rebecca                   | 레베카               | Sra. Van Hopper            | Salón de Arte del Centro de Artes de Daejeon (22/12/2017 ~ 24/12/2017)                                |
| 2017    | Rebecca                   | 레베카               | Sra. Van Hopper            | Gran Teatro del Centro de Artes Gyeonggi (29/12/2017 ~ 31/12/2017)                                    |
| 2018    | Rebecca                   | 레베카               | Sra. Van Hopper            | Icheon Art Hall Grand Performance Hall (12/01/2018 ~ 14/01/2018)                                      |
| 2018    | Gracias Berry Strawberry  | 땡큐 베리 스트로베리 | Emma                       | Art One Theatre Hall 2 (01/08/2018 ~ 28/10/2018)                                                      |
| 2018    | Bernarda Alba             | 베르나르다 알바      | Bernarda                   | Fundación Cultural Urán Urán 2da Vista (24/10/2018 ~ 12/11/2018)                                      |
| 2018-19 | Phantom                   | 팬텀                 | Carlotta                   | Gran Teatro del Centro de Artes Chungmu (01/12/2018 ~ 17/02/2019)                                     |
| 2020    | Broadway 42nd Street      | 브로드웨이 42번가    | Dorothy Brock              | Teatro Charlotte (20/06/2020 ~ 23/08/2020)                                                            |
| 2021    | Bernarda Alba             | 베르나르다 알바      | Bernarda                   | Teatro Jeongdong (22/01/2021 ~ 14/03/2021)                                                            |
| 2021    | Come from Away            | 달려라, 아비         | Beulah Davis               | Cheongna Blue Nova Hall de Seo-gu, Incheon (22/10/2021 - 23/10/2021)                                  |
| 2021    | Come from Away            | 달려라, 아비         | Beulah Davis               | Bupyeong. Arts Center (05/11/2021 - 06/11/2021)                                                       |
| 2022    | Rey Arturo                | 킹아더               | Morgana                    | Gran Teatro del Centro de Arte Daehakro de la Universidad Hongik (02/03/2022 ~ 06/06/2022)            |
| 2022-23 | Broadway 42nd Street      | 브로드웨이 42번가    | Dorothy Brock              | Centro de Artes de Seúl Teatro CJ Towol (05/11/2022 ~ 15/01/2023)                                     |
| 2023    | Bernarda Alba             | 베르나르다 알바      | Bernarda                   | Teatro Nacional Jeongdong (16/06/2023 - 06/08/2023)                                                   |
| 2023-24 | Come from Away            | 달려라, 아비         | Beulah Davis               | Sala BBCH del Centro de Arte de Gwanglim (28/11/2023 ~ 18/02/2024)                                    |
| 2025    | El secreto de las flores  | 꽃의 비밀            | Sofía                      | Link Art Center Salón de los Insectos (08/02/2025 ~ 11/05/2025)                                       |

## Premios y nominaciones
| Año  | Premios               | Categoría               | Papel             | Resultado | Ref.   |
| ---- | --------------------- | ----------------------- | ----------------- | --------- | ------ |
| 2005 | Premios Musical Corea | Mejor actriz de reparto | Batboy            | Ganadora  | [ 27 ] |
| 2010 | Premios Musical Corea | Mejor actriz de reparto | Billy Elliot      | Ganadora  | [ 27 ] |
| 2011 | Premios Musical       | Mejor actriz de reparto | Billy Elliot      | Ganadora  | [ 27 ] |
| 2014 | Premios Musical       | Mejor actriz de reparto | Ghost             | Candidata |        |
| 2019 | Premios Musical Corea | Mejor actriz            | Bernarda Alba     | Ganadora  | [ 11 ] |
| 2019 | Premios MBC Drama     | Mejor ladrón de escenas | The Golden Garden | Candidata |        |